# Morina (Albanien)
Morina (albanisch auch Morinë) ist ein kleines Dorf im Kreis Kukës im Nordosten Albaniens. Es gehört zur Gemeinde Kukës (Njësia administrative Tërthore). Morina ist in Albanien insbesondere als wichtigster Grenzübergang zum Kosovo bekannt.

## Geographie

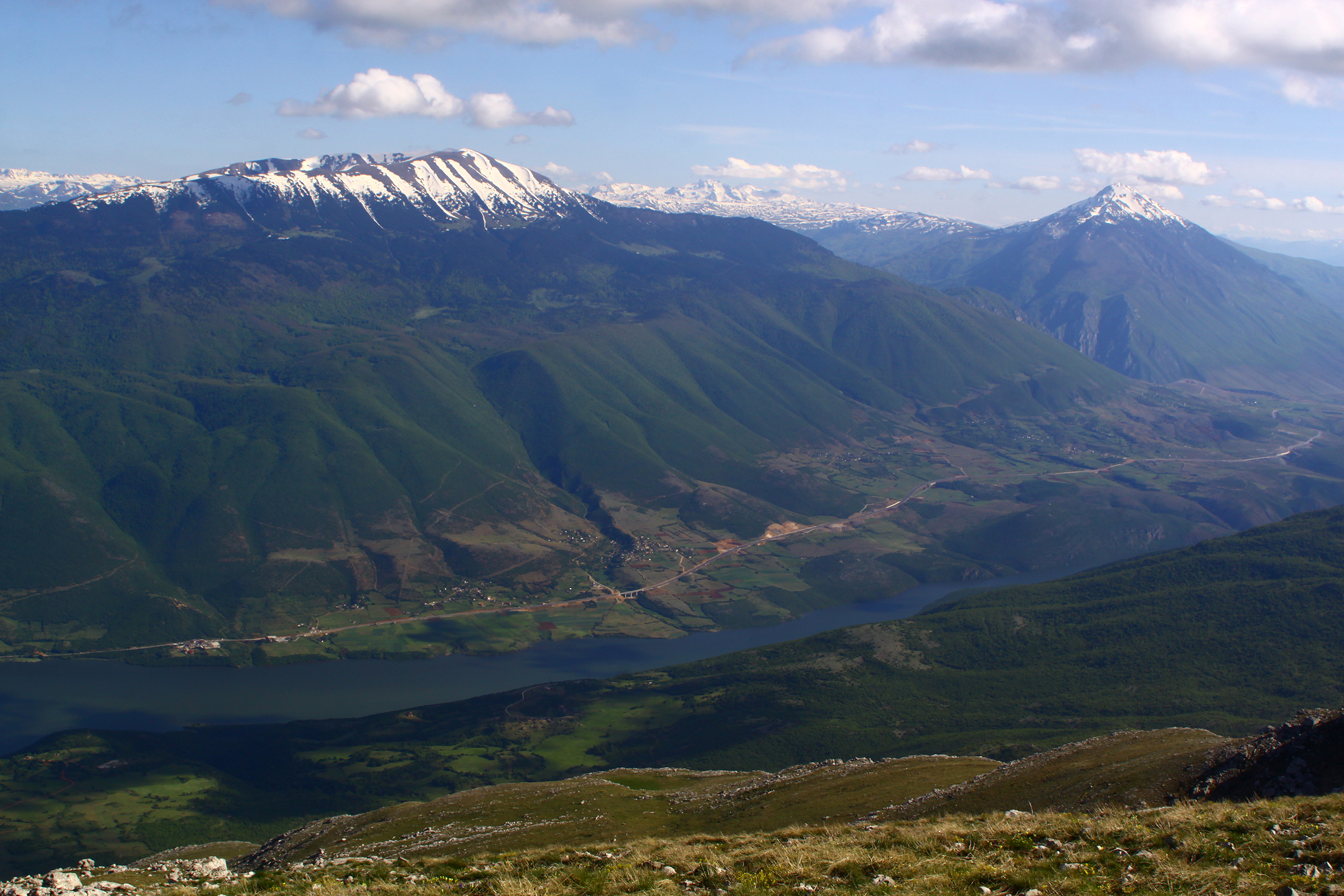
Blick vom Pashtrik auf die gegenüberliegende Talseite mit Koritnik und Morina in der Bildmitte

Das Dorf liegt am Nordhang des Koritnik (2393 m ü. A.) oberhalb des Ufers des Fierza-Stausees im Tal des Weißen Drins. Jenseits der Grenze auf kosovarischer Seite liegt das Nachbardorf Vërmica.
Morina liegt auf halber Strecke zwischen Kukës in Nordalbanien und Prizren im Kosovo. Beide Städte sind 20 Kilometer davon entfernt.

## Verkehr
Die Strecke Kukës–Prizren ist Teil der Europastraße 851, die auf albanischer Seite als SH5 ausgeschildert ist und das Ende der Autobahn A1 bildet. Im Kosovo findet die Straße ihre Fortsetzung als Autobahn Route 7 und Nationalstraße M25.

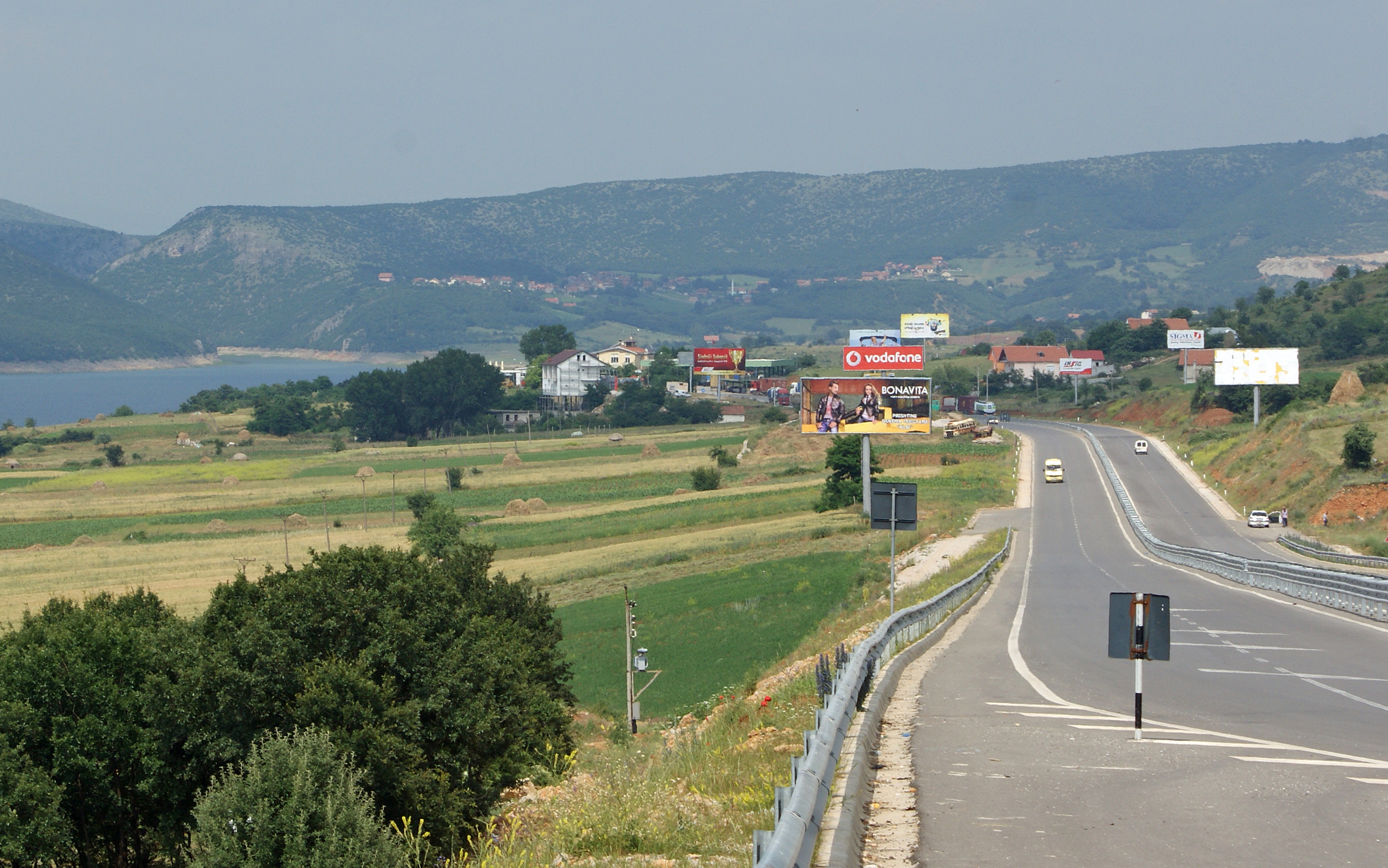
Letzte Meter der Autobahn vor dem Grenzübergang

Seit dem Bau der auch Rruga e Kombit (Straße der Nation) genannten Autobahn, der ersten schnellen Straßenverbindung zwischen Kosovo und Zentralalbanien, hat der Grenzübergang zwischen den beiden Ländern stark an Bedeutung gewonnen. Über Morina läuft der Großteil der Warentransporte zwischen Albanien und Kosovo, und die meisten Reisenden passieren hier die Grenze.

## Kosovokrieg
Während des Kosovokriegs passierten zum Teil pro Tag mehrere Zehntausend albanische Flüchtlinge in Morina die Grenze. Damals war Morina der einzige Grenzübergang zwischen Kosovo und Albanien. Am 13. Juni 1999 passierten Bundeswehr-Truppen von Albanien aus die Grenze bei Morina, nachdem sich die NATO und Jugoslawien auf einen Abzug der serbischen Truppen aus dem Kosovo geeinigt hatten.